# Olesicampe praeoccupator
Olesicampe praeoccupator är en stekelart som först beskrevs av Aubert 1974.  Olesicampe praeoccupator ingår i släktet Olesicampe och familjen brokparasitsteklar. Arten är reproducerande i Sverige. Inga underarter finns listade i Catalogue of Life.